# تي فورتيه
تي فورتيه Tea Forté هي شركة شاي تأسست في كونكورد في ماساشوستس.
أسسها بيتر هيويت في عام 2003، وهو مصمم منتجات أمريكي، وتخرج من مدرس التصميم في رود آيلند.
من منتجاتها الشاي وشاي الأعشاب والأسود والأخضر والأبيض وأولونغ وغيرها.